# نیکولای نووسیولوف
نیکولای نووسیولوف (استونیایی: Nikolai Novosjolov؛ زادهٔ ۹ ژوئن ۱۹۸۰) شمشیرباز اهل استونی است.
وی در مسابقات بین‌المللی در مجموع برندهٔ ۲ مدال طلا، ۵ مدال نقره و ۱ مدال برنز شده است.